# Princeton (Wisconsin)
Princeton es una ciudad ubicada en el condado de Green Lake en el estado estadounidense de Wisconsin. En el Censo de 2010 tenía una población de 1.214 habitantes y una densidad poblacional de 286,86 personas por km².

## Geografía
Princeton se encuentra ubicada en las coordenadas 43°51′9″N 89°7′46″O / 43.85250, -89.12944. Según la Oficina del Censo de los Estados Unidos, Princeton tiene una superficie total de 4.23 km², de la cual 3.98 km² corresponden a tierra firme y (5.88%) 0.25 km² es agua.

## Demografía
Según el censo de 2010, había 1.214 personas residiendo en Princeton. La densidad de población era de 286,86 hab./km². De los 1.214 habitantes, Princeton estaba compuesto por el 97.28% blancos, el 0.99% eran afroamericanos, el 0.58% eran amerindios, el 0.41% eran asiáticos, el 0% eran isleños del Pacífico, el 0.16% eran de otras razas y el 0.58% pertenecían a dos o más razas. Del total de la población el 1.48% eran hispanos o latinos de cualquier raza.